# Краковка (бухта)
Бухта Кра́ковка (до 1972 г. бухта Юзгоу) — открытая бухта Японского моря на побережье Партизанского и Лазовского районов Приморского края.

## История
Бухта Юзгоу впервые была описана в июле 1860 года экспедицией подполковника КФШ В. М. Бабкина со шхуны «Восток». Тогда же один из мысов получил название — мыс Овсеенко, в честь производителя работ в портах Восточного океана штабс-капитана В. И. Овсеенко.
В 1930-е годы на берегу бухты действовал рыболовецкий колхоз «Сучанский партизан», где работали корейцы. Бухта входила в состав Находкинского района.
В 1972 году бухта Юзгоу была переименована, новое название — бухта Краковка.
Летом 2010 года в ходе дискуссии по проекту «Приморского НПЗ», главой Дальневосточного отделения Российской академии наук был предложен вариант размещения терминала завода в бухте Краковка — как наиболее безопасный для экологии залива Петра Великого, расположенного к югу от мыса Поворотный.

## География и гидрография залива
Бухта расположена между мысами Лаплас с запада и Сысоева с востока. Мыс Сысоева представляет собой юго-западный склон горы Сысоева (высота 312 метров). Берега бухты в средних частях низкие, по краям обрывистые. Вдоль полосы низкого берега тянется песчаный пляж. По берегу бухты проходит грунтовая дорога, связывающая город Находку с бухтой Успения. В бухту впадают речки Краковка и Прибрежная, которые протекают по долинам, выходящим к бухте. Воды бухты находятся под воздействием Приморского течения и значительно прохладее вод закрытых акваторий к западу от мыса Поворотный. На дне бухты лежит много подводных камней.

## Достопримечательности
- На берегу бухты имеется памятник береговой обороны — батарея № 529, 1930-х гг. постройки.
- Пляжи бухты используются частными лицами как место летнего отдыха[6].